# مارك غراهام (لاعب دوري الرغبي)
مارك غراهام (بالإنجليزية: Mark Graham)‏ هو لاعب دوري الرغبي نيوزيلندي، ولد في 29 سبتمبر 1955.